# کتاب کوان
کتاب کوان یا غولان (به پهلوی: kawân)یا سفر الجبابره یکی از هفت نوشته اصلی مانی پیامبر در راستای تبلیغ آیین مانوی بود. ابن ندیم و احمد یعقوبی عنوان آن را سفرالجبابره ذکر کرده‌اند. موضوع آن دربارهٔ فرشتگانی است که هبوط کرده و به زمین فرود آمده بودند و در کتاب مقدس به آنان اشاره شده‌است.
در روایت مانوی این داستان، این فرشتگان در واقع دیوانی بودند که در هنگام ایجاد جهان در آسمان‌ها زندانی شدند و بعد شورش کردند و چهار فرشته بزرگ آنان را دوباره دستگیر کردند اما دویست تن از آنان گریختند و به زمین آمدند. پیروان مانی در ترجمهٔ این کتاب مانی از آرامی به زبان‌های ایرانی میانه، بسیاری از نام‌های ایرانی را مانند سام و نریمان و وشتاسپ و زریل و خذوس، اریان ویژن (ایرانویچ)، جایگزین نام‌های سامی کرده‌اند تا برای ایرانیان بیگانگی نداشته باشد. ترجمه‌های این کتاب مانی در دورهٔ اسلامی نیز مشهور بوده‌است.
با مطالعه درونمایه کتاب در دوران کنونی برخی مفهوم‌های مانوی بازدانسته شد، از آن دسته تفسیر قلمرو نور و مفهوم خیر و... بر پای نوشته‌های این کتاب سرزمین نور از سه سوی شمال، شرق و غرب گسترده شده و در جنوب با سرزمین تاریکی هممرز است.
کتاب کوان از روی یک نسک آرامی به همین نام از نوشته‌های خنوخ — که اخیراً جزء طومارهای دریای مرده یافت شده است — بازنویسی و الهام گرفته شده‌است. اینچنین اثرگذاری آیین یهودی بر مانویگری آشکار گردیده‌است.
بازمانده این کتاب در کشور آلمان نگهداری می‌شود.